# Ga Phức hợp kỹ thuật số Guro
Ga Phức hợp kỹ thuật số Guro (Tiếng Hàn: 구로디지털단지역, Hanja: 九老디지털團地驛) là ga tàu điện ngầm trên Tàu điện ngầm Seoul tuyến 2 ở Dorimcheon-ro, Guro-gu, Seoul. Vào thời điểm khai trương, Cụm công nghiệp Guro nằm gần nhà ga nên tên đầu tiên của nhà ga là Ga Phức hợp Công nghiệp Guro (구로공단역). Tuy nhiên đến những năm 2000, cơ cấu của Cụm công nghiệp Guro thay đổi theo hướng tập trung vào các ngành công nghiệp công nghệ cao và các công ty liên doanh, loại bỏ hiệu quả chức năng của nó như một khu phức hợp công nghiệp và nó đã bị đổi tên vào tháng 10 năm 2004.

## Lịch sử
- 30 tháng 6 năm 1983: Tên ga được quyết định là Ga Phức hợp Công nghiệp Guro (구로공단역) [1]
- 22 tháng 5 năm 1984: Việc kinh doanh bắt đầu với việc khai trương đoạn Euljiro 1(il)-ga ~ Đại học Quốc gia Seoul của Tàu điện ngầm Seoul tuyến 2.
- 1 tháng 10 năm 2004: Tên ga đổi thành Ga Phức hợp kỹ thuật số Guro
- 10 tháng 11 năm 2018: Tên ga phụ Đại học kỹ thuật số Wonkwang đã được thêm vào.

## Bố trí ga
| Sindaebang ↑  |
| \| Vòng ngoài |
| ↓ Daerim      |

| Vòng ngoài | ●Tuyến 2 | ← Hướng đi Sillim · Sadang · Gangnam · Jamsil          |
| Vòng trong | ●Tuyến 2 | → Hướng đi Sindorim · Đại học Hongik · Toà thị chính → |

## Xung quanh nhà ga
- Trung tâm trung chuyển khu phức hợp kỹ thuật số Guro (tạm di dời về làn đường trung tâm)
- Hillstate Gwanak New Forest
- Trung tâm lưu giữ xe kéo Gwanakdongjak
- Trung tâm cộng đồng Guro 3-dong
- Văn phòng thuế Geumcheon
- Phức hợp kỹ thuật số Guro
- Chợ Daerim
- Bưu điện Daerim
- Bưu điện phức hợp kỹ thuật số Seoul Guro
- Cơ quan xúc tiến công nghiệp khai thác mỏ Hàn Quốc
- Trường tiểu học Seoul Jowon
- Trung tâm cộng đồng Sindaebang 1-dong
- Trường trung học kỹ thuật Yeonhee
- Trường tiểu học Seoul Yeonglim
- Won Buddhism Broadcasting System
- Chi nhánh E-Mart Guro
- Thư viện Jowon (Gwanak-gu)
- Trung tâm cộng đồng Jowon-dong
- KT Chi nhánh Guro
- Tổng công ty Tổ hợp Công nghiệp Hàn Quốc
- Lotteria Chi nhánh Phức hợp kỹ thuật số Guro
- Trụ sở BYC
- Cơ sở Seoul của Đại học Kỹ thuật số Wonkwang
- Cơ quan việc làm Hàn Quốc cho Trung tâm đào tạo kỹ thuật số Guro dành cho người khuyết tật
- Trung tâm Đào tạo Công nghệ Kỹ thuật & Xây dựng Hyundai
- Kkalkkalgeori
- Trung tâm An toàn 119 Sở cứu hỏa Guro

## Thay đổi hành khách
| Năm                                                                       | Số lượng hành khách (người) | Số hành khách chuyển tuyến | Ghi chú |
| Năm                                                                       | Số lượng hành khách (người) | ↔                          | Ghi chú |
| ------------------------------------------------------------------------- | --------------------------- | -------------------------- | ------- |
| 1994                                                                      | 121,084                     |                            |         |
| 1995                                                                      | 125,297                     |                            |         |
| 1996                                                                      | 111,308                     |                            |         |
| 1997                                                                      | 96,325                      |                            |         |
| 1998                                                                      | 86,741                      |                            |         |
| 1999                                                                      | —                           |                            |         |
| 2000                                                                      | 87,240                      |                            |         |
| 2001                                                                      | 84,507                      |                            |         |
| 2002                                                                      | 84,897                      |                            |         |
| 2003                                                                      | 85,552                      |                            |         |
| 2004                                                                      | 89,174                      |                            |         |
| 2005                                                                      | 92,866                      |                            |         |
| 2006                                                                      | 99,837                      |                            |         |
| 2007                                                                      | 106,679                     |                            |         |
| 2008                                                                      | 112,045                     |                            |         |
| 2009                                                                      | 114,197                     |                            |         |
| 2010                                                                      | 117,630                     |                            |         |
| 2011                                                                      | 122,199                     |                            |         |
| 2012                                                                      | 124,422                     |                            |         |
| 2013                                                                      | 125,805                     |                            |         |
| 2014                                                                      | 128,236                     |                            |         |
| 2015                                                                      | 127,824                     |                            |         |
| 2016                                                                      | 126,914                     | 43,923                     |         |
| 2017                                                                      | 124,977                     | 43,319                     |         |
| 2018                                                                      | 124,380                     | 43,095                     |         |
| 2019                                                                      | 126,035                     | 43,337                     |         |
| 2020                                                                      | 98,133                      |                            |         |
| 2021                                                                      | 96,416                      |                            |         |
| 2022                                                                      | 101,103                     |                            |         |
| 2023                                                                      | 106,373                     |                            |         |
| Nguồn                                                                     |                             |                            |         |
| : Phòng dữ liệu Tổng công ty Vận tải Seoul : Niên giám thống kê đường sắt |                             |                            |         |

## Hình ảnh

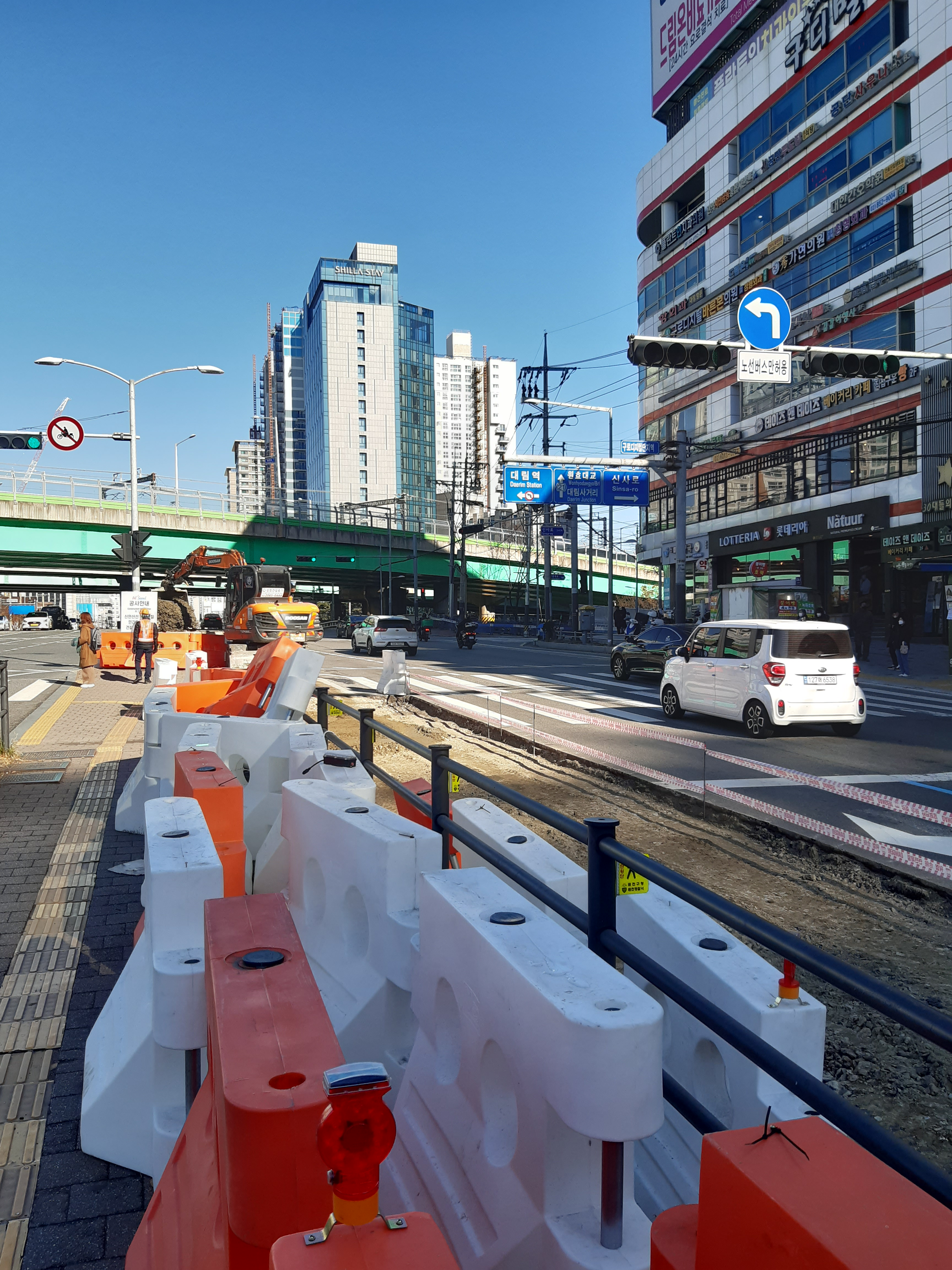
Tuyến Sinansan đang được xây dựng